# Allochthonius sichuanensis
Espèce
Synonymes
- Centrochthonius sichuanensis Schawaller, 1995

Allochthonius sichuanensis est une espèce de pseudoscorpions de la famille des Pseudotyrannochthoniidae.

## Distribution
Cette espèce est endémique du Sichuan en Chine,. Elle se rencontre dans le xian de Wenchuan.

## Étymologie
Son nom d'espèce, composé de sichuan et du suffixe latin -ensis, « qui vit dans, qui habite », lui a été donné en référence au lieu de sa découverte, le Sichuan.

## Publication originale
- (en) Wolfgang Schawaller, « Review of the pseudoscorpion fauna of China (Arachnida: Pseudoscorpionida) », Revue suisse de Zoologie, vol. 102, no 4,‎ décembre 1995, p. 1045-1064 (ISSN 0035-418X, lire en ligne).